# Miss Ylang-Ylang
Pour le parfum, voir Ylang-ylang.
 (février 2018).
Miss Ylang-Ylang est un personnage de fiction de la série Bob Morane.

## Apparition dans la série
Elle est l'adversaire de Bob Morane dans Terreur à la Manicouagan, 71e roman de la série ; elle le vainc lors de leur première rencontre.
Elle intervient comme personnage principal dans les romans suivants (liste non exhaustive) :
- Terreur à la Manicouagan - no 71
- Organisation SMOG - no 78
- Un parfum d'Ylang-Ylang - no 83
- Les Contrebandiers de l'atome - no 107

## Description physique et morale
Miss Ylang-Ylang est décrite par Henri Vernes comme une femme « au visage à l'ovale et aux traits parfaits, qu'éclairaient de longs yeux bridés d'eurasienne. Leur fixité indiquaient une volonté de fer, et aussi de la cruauté. Le nez était fin, délicatement ouvré, et la bouche d'un dessin parfaitement achevé. La matité crémeuse de la peau était encore mise en valeur par les cheveux noirs et brillants, ramenés en arrière et noués en chignon sur la nuque. Elle portait un ensemble de soie noire, pantalon et blouse à la chinoise ajustés. Des sandales dorées la chaussaient. Dans la main droite, elle tenait une paire de longs gants de fine peau, noire également, dont elle s'éventait négligemment, car la chaleur des torches ajoutait encore à la moiteur oppressante de la nuit tropicale.  Dans la nouvelle venue, les deux captifs avaient reconnu aussitôt Miss Ylang-Ylang, le chef incontesté de l'organisation Smog. Personne, sauf elle peut-être, ne connaissait son véritable nom et on l'avait surnommée ainsi à cause de son parfum favori, dont elle usait souvent sans modération. ».
Dans Les Contrebandiers de l'atome (1970), elle est décrite comme « une femme dont beauté était à la fois si parfaite et si inquiétante que, quand on l'avait vue une fois, il devait être difficile de l'oublier. Un visage étroit et triangulaire, aux pommettes hautes, à la peau couleur d'ambre doré et mangé par des yeux un peu bridés d'Eurasienne. Des yeux qui n'en finissaient plus et dont les prunelles semblaient avoir été taillées dans des diamants noirs. (...) C'était la captivante, la redoutable, l'énigmatique Miss Ylang-Ylang. » (pages 73 et 74).

## La jeunesse et la destinée de Miss Ylang-Ylang[2]
Dans La dent d'or, le lecteur obtient des informations sur la jeunesse de miss Ylang-Ylang et les circonstances qui ont façonné sa destinée:
« Dans la municipalité de Hoi An, une vieille ville portuaire située dans la province de Quang Nam, au centre du Viet Nam, (…) un instituteur français tomba amoureux d'une jeune vietnamienne. Ils se marièrent et la femme fut rapidement enceinte de deux enfants. (…) L'accouchement se déroula de façon dramatique. Le premier enfant, une fille, vint au monde après plusieurs heures de travail laborieux. Elle était en très bonne santé. Cependant, des complications survinrent pour sa jumelle. (…) Les efforts du médecin pour sauver le bébé d'une mort imminente le détournèrent des soins à la femme qui fit un arrêt cardiaque. (…) Les deux filles naquirent donc orphelines de leur mère.(…) La plus vieille se fait appeler Tokyo Lil et (…) je suis la plus jeune. En souvenir de ma mère qui portait souvent une fleur d'ylang-ylang aux cheveux et pour souligner que j'avais échappé de justesse à la mort, mon père me nomma Ngoc Lan Loan, ce qui signifie « phénix ylang-ylang ».
Miss Ylang-Ylang explique à Bob Morane qu'en raison de sa santé fragile, elle fut victime de la méchanceté des autres enfants. Elle dut à sa sœur qui la protégeait et à l'apprentissage en bas âge des arts martiaux, d'avoir survécu et développé sa force et sa santé. De victime elle est alors devenue martyriseuse. De fil en aiguille, elle s'est retrouvée dans le milieu du crime où elle a accédé aux plus hautes fonctions.

## Activités criminelles
Elle est le chef du SMOG, une organisation internationale de mercenaires et de bandits. 

## Relations entre Bob Morane et Miss Ylang-Ylang
Miss Ylang-Ylang est fascinée par le commandant Morane, ce qui lui vaudra quelques ennuis avec un des méchants de la série, Roman Orgonetz, entré au service du SMOG. Cependant, il s'opposera résolument à sa patronne, car il tient à éliminer Bob Morane, perspective à laquelle Miss Ylang-Ylang ne se résoudra jamais[Information douteuse].
Réciproquement, Bob Morane est secrètement attiré par elle, si ce n'est amoureux, bien que leurs relations soient émotionnellement fluctuantes ou difficiles à qualifier.